# David Richards
David Richards CBE (* 3. června 1952) je zakladatel a prezident Prodrive, bývalý šéf týmu B.A.R. a Benetton ve formuli 1 a taktéž spoluvlastník a šéf správní rady Aston Martin.

## Kariéra

### Rallye
Richards přišel v 15 letech poprvé do kontaktu s Rally jako divák. V 16 letech se účastnil jako kopilot Rally a ve svém prvním roce vyhrál British National Road Rallying Championship. Po vzdělání v oboru účetnictví přijal v roce 1976 nabídku British Leyland stát se v Rallye kopilotem. V roce 1979 přešel k Ford a vyhrál spolu s Ari Vatanenem v roce 1981 Mistrovství světa v Rallye.

### Prodrive
Koncem roku 1981 ukončil Richards svou aktivní kariéru, založil poradenskou firmu David Richards Autosport a pracoval především pro Rothmans, March a Porsche. V roce 1984 nastoupil se svým prvním vlastním závodním týmem do Middle Eastern Rally Championship, ve které nasadil Porsche 911 a byl sponzorován Rothmansem.
V roce 1985 Richards reorganizoval svůj tým, přejmenoval jej na Prodrive a vstoupil do Mistrovství světa v Rallye. Nejprve používal Metro 6R4, po ukončení skupiny B vozů přešel na BMW M3. Bernard Béguin v Korsické rally v ročníku 1987 přivezl první vítězství pro tým Prodrive-BMW do Mistrovství světa v Rallye. Prodrive byl taky úspěšný v British Touring Car Championship, kde Frank Sytner vyhrál v roce 1988 mistrovství s M3.
V roce 1989 převzal Prodrive stavbu Rallye projektu Subaru. Nový tým byl opět sponzorován Rothmansem. Colin McRae vyhrál v roce 1991 a 1992 a Richard Burns v roce 1993 British Open Rally Championship. McRae se stal v roce 1995 mistrem světa v Rallye a Subaru vyhrálo v letech 1995 až 1997 třikrát pohár konstruktérů.
Od roku 2005 staví Prodrive závodní verzi Aston Martin DB9, den DBR9, für die FIA GT Meisterschaft.

### Formule 1
V roce 1997 převzal Richards vedle svého prezidentství Prodrivu jako nástupce propuštěného Flavia Briatoreho post šéfa týmu formule 1 Benetton. Koncem roku 1998 opustil tým pro neshody s rodinou Benettoných. V roce 1999 prodal 49 % Prodrivu investiční firmě Apax Partners a získal prodejní práva k šampionátu Rallye od Bernieho Ecclestona. Koncem roku 2001, poté co opustil tým Craig Pollock, se Richards stal šéfem týmu B.A.R. a měl rozhodující podíl na budování týmu, přesto byl na konci roku 2004 na žádost Hondy nahrazen Nickem Fryem. Richards se koncentroval na to, aby s Prodrivem nasadil sportovní vůz DBR9. Od sezóny 2008 plánoval Richards vstup do formule 1 s Prodrive F1, kvůli sporům ohledně práv však svou přihlášku v listopadu stáhl.

## Vyznamenání
- V roce 2005 byla Richards za jeho zásluhy o motorsport propůjčeno ocenění Commander of the British Empire (CBE).